# 片平巧

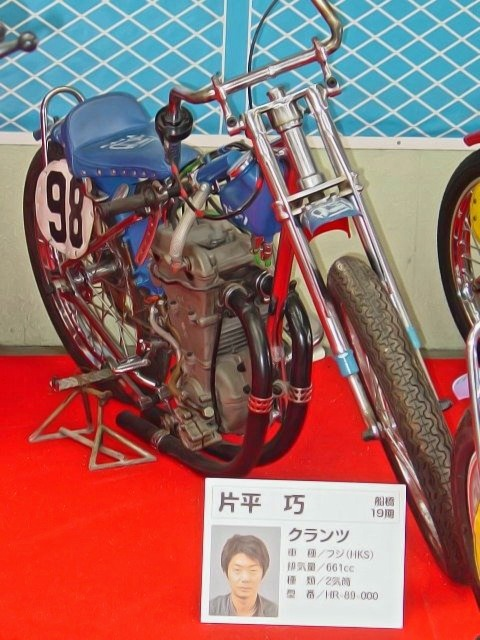
選手権初制覇の時の愛車『クランツ』号

片平 巧（かたひら たくみ、1965年6月14日 - 2015年5月20日）は、日本のオートレース選手。埼玉県川口市出身。19期、船橋オートレース場所属。

## 選手データ
- プロフィール
  - 選手登録 1985年6月27日
  - 身長　166.6cm
  - 体重　57.0kg
  - 血液型　A型
  - 趣味　その他の趣味
  - 同期レーサー　岡部聡（山陽）など

- 戦歴 
  - 通算優勝回数:80回
  - グレードレース（SG,GI,GII）優勝回数:45回（飯塚将光とともに史上第3位タイ）
  - 全国区レース優勝回数:20回（高橋貢・永井大介に次ぐ史上第3位、SG15回・全国地区対抗戦5回）
  - SG優勝回数:15回 （高橋貢に次ぐ史上第2位）
  - GI優勝回数:16回
  - GII優勝回数:14回（島田信廣とともに史上第3位タイ）
  - 年間最多優勝選手:2回
  - 年間最多勝利選手:1回

- 受賞歴
  - 最優秀選手賞:3回（うち1回は島田信廣と同時受賞）
  - 日刊三賞・殊勲賞:2回
  - 日本プロスポーツ大賞・功労賞:2回

## 略歴
- 1985年
  - 6月27日、第19期生として船橋オートレース場に登録される。
- 1987年
  - 5月28日、第9回さざんか杯争奪戦（現・GIIさざんかカップ争奪戦、船橋オートレース場）優勝。当時の競走車呼名は「スプリーセン」。競走タイムは3.40。
- 1988年
  - 7月21日、第11回黒潮杯争奪戦（船橋オートレース場）優勝。当時の競走車呼名は「レネン」。競走タイムは3.408。
  - 同年のオートレース表彰選手において、優秀選手賞を受賞。
- 1990年
  - 11月6日、第22回日本選手権オートレース（山陽オートレース場）で、秋田敬吾（5期、山陽オートレース場所属）、進藤敏彦（12期、山陽オートレース場所属）、飯塚将光（9期、船橋オートレース場所属）に次ぎ史上4人目となる完全優勝を飾る。当時の競走車呼名は「クランツ」。競走タイムは3.351。
- 1991年
  - 9月17日、第3回全国地区対抗戦オートレース（山陽オートレース場）A級優勝戦優勝。当時の競走車呼名は「クランツ」。
- 1993年
  - 11月4日、第25回日本選手権オートレース（川口オートレース場）優勝。当時の競走車呼名は「キブロワイト」。競走タイムは3.384。
  - 同年のオートレース表彰選手において、特別賞を受賞。
- 1994年
  - 9月7日、第6回全国地区対抗戦オートレース（川口オートレース場）A級優勝戦優勝。当時の競走車呼名は「キブロワイト」。
  - 11月7日、第26回日本選手権オートレース（浜松オートレース場）で、飯塚将光に次ぎ史上2人目となる連覇を達成。当時の競走車呼名は「キブロワイト」。競走タイムは3.376。
  - 同年のオートレース表彰選手において、最優秀選手賞・特別賞を受賞。
  - 島田信廣（11期、船橋オートレース場所属）と共に年間最多優勝を達成。
- 1995年
  - 同年の前期船橋A1となる。
  - 1月31日、第9回スーパースター王座決定戦（川口オートレース場）優勝。当時の競走車呼名は「キブロワイト」。競走タイムは3.384。
  - 5月24日、SG第14回オールスターオートレース優勝。当時の競走車呼名は「Jキブロワイト」。競走タイムは3.395。
  - 同年のオートレース表彰選手において、2年連続で最優秀選手賞を受賞。
- 1996年
  - 同年の前期船橋A1となる。
  - 2月13日、SG第9回全日本選抜オートレース（伊勢崎オートレース場）を優勝。当時の競走車呼名は「キブロワイト」。競走タイムは3.333。SG3冠達成。
  - 3月6日、SG第10回スーパースター王座決定戦優勝。当時の競走車呼名は「キブロワイト」。競走タイムは3.361。
  - 6月12日、SG第15回オールスターオートレース（浜松オートレース場）で、SG3連覇及び史上初のオールスター連覇を達成。当時の競走車呼名は「ファンターズマ」。競走タイムは3.353。
  - 9月25日、GI第8回全国地区対抗戦オートレース（飯塚オートレース場）A級優勝戦優勝。当時の競走車呼名は「キブロワイト」。競走タイムは3.386。
  - 同年のオートレース表彰選手において、島田信廣と共に最優秀選手賞をダブル受賞。
- 1997年
  - 1月29日、SG第11回スーパースター王座決定戦優勝。当時の競走車呼名は「キブロワイト」。競走タイムは3.335。
  - 7月2日、開場32周年記念GI平成チャンピオンカップ（山陽オートレース場）優勝。
  - 7月16日、SG第1回東西チャンピオンカップ（浜松オートレース場）優勝。当時の競走車呼名は「キブロワイト」。競走タイムは3.387。
  - 9月24日、GI第9回全国地区対抗戦オートレース（山陽オートレース場）A級優勝戦優勝。当時の競走車呼名は「キブロワイト」。競走タイムは3.363。
  - 同年の前期・後期ともに船橋A1となる。
  - 同年のオートレース表彰選手において、特別賞受賞。
  - この年、小林啓二（8期、山陽オートレース場所属）、高橋貢（22期、伊勢崎オートレース場所属）と共に年間最多優勝を飾る。
- 1998年
  - 3月4日、SG第12回スーパースター王座決定戦優勝。当時の競走車呼名は「キブロワイト」。競走タイムは3.364。
  - 10月14日、GIオート発祥48周年記念オート祭（船橋オートレース場）優勝。
  - 12月17日、SG第2回オートレースグランプリ(川口オートレース場)優勝。当時の競走車呼名は「キブロワイト1」。競走タイムは3.366。史上初のSG6冠グランドスラムを達成。
- 1999年
  - 3月25日、GI開設47周年記念グランプリレース（川口オートレース場）優勝。
  - 9月1日、GI第11回全国地区対抗戦オートレース（船橋オートレース場）A級優勝戦優勝。当時の競走車呼名は「キブロワイト5」。競走タイムは3.365。全国地区対抗戦最多、通算5度目の優勝。
- 2000年
  - 6月14日、開場35周年記念GI第6回平成チャンピオンカップ（山陽オートレース場）優勝。
  - 7月13日、GI第23回黒潮杯争奪戦（船橋オートレース場）優勝。
  - 7月20日、GI第24回キューポラ杯争奪戦（川口オートレース場）。
  - 12月13日、SG第4回オートレースグランプリ（飯塚オートレース場）優勝。当時の競走車呼名は「キブロワイト7」。競走タイムは3.300。
- 2001年
  - 1月31日、SG第15回スーパースター王座決定戦優勝（通算5回目）。競走車「キブロワイト7」、競走タイムは3.325。
  - 2月14日、SG第14回全日本選抜オートレース(山陽オートレース場)優勝。競走車呼名は「キブロワイト7」、競走タイムは3.318。2度目のSG3連覇と共に、当時史上最多のSG15冠を達成。[4]
  - 8月29日、GIダイヤモンドレース（飯塚オートレース場）優勝。
- 2006年
  - 6月19日、プラスミックカップ争奪戦(船橋オートレース場)で三年半ぶりの優勝を飾る。
- 2007年
  - 6月19日、第29回サマーランド杯争奪戦（伊勢崎オートレース場）で完全優勝を達成。
  - 10月3日、スポーツニッポン新聞社杯GII第3回オート名匠戦（川口オートレース場）で、六年ぶりの記念レース優勝を飾る。競走車呼名は「キブロワイト」。競走タイムは3.603。
- 2009年　　
  - 4月11日、開場44周年記念スポニチ杯GI第15回平成チャンピオンカップ（山陽オートレース場）第10Rで勝利し、史上18人目となる通算1000勝を達成。
- 2010年　
  - 10月4日、GII第6回オーバルチャンピオンカップ（飯塚オートレース場）で、三年ぶりの記念レース優勝を飾る。
- 2015年
  - 5月20日、死去[2][5]。49歳没。死因は明らかにされていないが、前年の秋頃より病を患っていたという[6]。また、直前の5月10日まで船橋のGI・黒潮杯（2日目まで。3日目以降は欠場）に出場していた[7][8]。

## グレードレース戦歴
- SG戦歴
  - SG優勝回数:15回（永井大介と並び、高橋貢に次ぐ史上第2位タイ）
  - SG生涯グランドスラム（現行の5冠に加え、廃止された東西チャンピオンカップも含む6冠。ほかに6冠制覇は高橋貢のみ[9]）
  - SG単独最重ハンデ（スーパーハンデ）優勝（舗装路）:1回（史上唯一）
  - SG最重ハンデ大外優勝:5回（高橋貢とともに史上最多タイ : 単独最重ハンデ含む）
  - 同一SG4連覇:1回（島田信廣に次ぐ史上2人目、スーパースター王座決定戦:1995年第9回～1998年第12回）
  - SG3連覇:2回（島田信廣・永井大介とともに史上最多タイ、島田信廣に次ぐ史上2人目）
  - SG完全優勝:1回（史上4人目:第22回日本選手権）
    - 　全日本選抜オートレース '96, '01  2回
    - 　スーパースター王座決定戦 '95, '96, '97, '98, '01 5回
    - 　オートレースグランプリ	'98, '00 2回
    - 　東西チャンピオンカップ	'97 1回
    - 　オールスター・オートレース '95, '96 2回
    - 　日本選手権オートレース	'90, '93, '94 3回

- GI戦歴
  - GI優勝回数:16回 
    - 　ダイヤモンドレース（飯塚）	'94, '01	2回
    - 　平成チャンピオンカップ（山陽）	'97, '00	2回
    - 　黒潮杯争奪戦（船橋）	'88, '90, '99, '00	4回
    - 　開設記念グランプリレース（川口）	'99	1回
    - 　全国地区対抗戦（Ａ級）	'91, '94, '96, '97, '99	5回
    - 　オート発祥記念船橋オート祭（船橋）	'98	1回
    - 　グランドチャンピオン決定戦（川口）	'94	1回

- GII戦歴
  - GII優勝回数:14回（島田信廣とともに史上第3位タイ）
    - 　オーバルチャンピオンカップ（飯塚）	'10	1回
    - 　オート名匠戦（川口）	'07	1回
    - 　日刊スポーツ・キューポラ杯争奪戦（川口）	'00	1回
    - 　はやて賞争奪戦（伊勢崎）	'94, '96, '97	3回
    - 　日刊スポーツ・さざんか杯（船橋）	'87, '95	2回
    - 　ウインターカップ（船橋）	'94, '95	2回
    - 　スポニチ杯争奪選抜地区対抗戦（山陽）	'94	1回
    - 　春のスピード王決定戦（浜松）	'93	1回
    - 　サンケイスポーツ・まがたま杯争奪戦（川口）	'92	1回
    - 　中日スポーツ杯争奪サマーチャンピオン決定戦（浜松）	'88	1回